# Seznam hrvaških pevcev resne glasbe
Seznam hrvaških pevcev resne glasbe.

## B
- Neven Belamarić - basbariton
- Branko Blaće - basbariton
- Mirjana Bohanec-Vidović - sopran
- Ivanka Boljkovac - sopran
- Marija Borčić (r. Frankl)
- Leonija Brückl (r. Boben) - sopran
- Olga Bruči (r. Igrec) - sopran
- Rudolf Bukšek - bariton
- Emil Burian - bariton
- Viktor Bušljeta - tenor
- Mirjana Bušljeta-Šebalj - sopran
- Zlata Butković - sopran

## C
- Krunoslav Cigoj - tenor
- Biserka Cvejić (r. Katušić) - mezzosopran
- Nikola Cvejić - bariton

## Č
- Saša Čano - bas

## D
- Paško Dupalnačić - bas

## E
- Nada Eder-Bertić - sopran
- Vika Engel - sopran

## F
- Ivan Feher - bariton

## G
- Angelina Gjadrov (r. Živković) - mezzosopran
- Zlata Gjungjenac - sopran
- Božena Glavak - mezzosopran
- Stijepo Gleđ - Markos
- Franjo Godec - bas
- Josip Gostič - tenor
- Aleksandar Griff (Griff-Trzeciecki) - bas
- Marta Griff-Pospišil - mezzosopran
- Julija Grill-Dabac - sopran
- Vera Grozaj - sopran

## H
- Kristina Habuš - sopran
- Diana Haller
- Janja Hanžek - sopran
- Draga Hauptfeld
- Anka Horvat (r. Pisačić, 2. por. Gottlieb) - mezzosopran
- Gabrijela Horvat (hrvaško-češka)
- Drago Hržić
- Milena Hržić

## J
- Ante Jelaska - tenor
- Sena Jurinac - sopran

## K
- Elza Karlovac - sopran
- Blaženka Kernic - mezzosopran
- Mil(ic)a Kirinčić(-Degan) - sopran
- Mirka Klarić - sopran
- Ratomir Kliškić - bariton
- Margareta Klobučar - sopran
- Andrija Konc - tenor
- Mira (Marija) Korošec - sopran
- Dita Kovač (r. Fritz) - sopran
- Greta Kraus-Aranicki - mezzosopran
- Josip Križaj - bas, bariton (slov.-hrv.)
- Dubravka Krušelj Jurković - sopran
- Milivoj Kučić - bariton
- Melita Kunc - sopran
- Zinka Kunc-Milanov - sopran
- Marijan Kunšt - tenor

## L
- Josip Lešaja - bariton
- Katarina Livljanić ?

## M
- Marijan Majcen (1893–1965)
- Stjepan Marčec - tenor
- Ančica Mitrović - mezzosopran
- Tomislav Mužek - tenor

## N
- Tomislav Neralić - bas
- Evelin Novak - sopran
- Josip Novosel - tenor
- Vilma Nožinić - sopran

## O
- Vlatka Oršanić - sopran
- Lucija Ožegović

## P
- Tino Pattiera - tenor
- Grga Peroš - bariton
- Franjo Petrušanec - bas
- Štefica Petrušić - sopran
- Slavica Pfaf - mezzosopran
- Milan Pihler - basbariton
- Irma Polak - sopran
- Antea Poljak - mezzosopran
- Ruža Pospiš-Baldani - mezzosopran
- Ema Pukšec (Ilma de Murska) - sopran
- Nada Puttar-Gold - mezzosopran

## R
- Marijana Radev - mezzosopran
- Ferdinand Radovan - bariton
- Sidonija Rubido - sopran
- Vladimir Ružđak - bariton

## S
- Vera Schwarz - sopran
- Maja Strozzi-Pecić - sopran
- Božena Svalina - sopran

## Š
- Nela Šarić - sopran
- Zlatko Šir - tenor
- Matija Škvorc - bariton
- Bojan Šober - basbariton
- Olga Šober - sopran
- Nada Šterle - sopran

## T
- Ljiljana Molnar Talajić - sopran
- Martina Tomčić - mezzosopran
- Nada Tončić - sopran
- Milka Trnina - sopran
- Ivan Turšić - tenor

## V
- Dunja Vejzović - sopran, mezzosopran
- Lav Vrbanić - bas

## W
- Tinka Wesel-Polla - sopran

## Z
- Martina Zadro - sopran
- Dubravka Zubović

## Ž
- Zdenka Žabčić - sopran
- Branko Žiger - tenor
- Miroslav Živković - bariton
- Ilija Žižak - tenor
- Micika Žličar - sopran (tudi dram. igralka)
- Noni (Jeronim) Žunec - tenor
- Rudolf Župan - bariton
- Krista Župančič-Nikolić (1884-1942) (tudi baletna plesalka)